# Växtfibrer

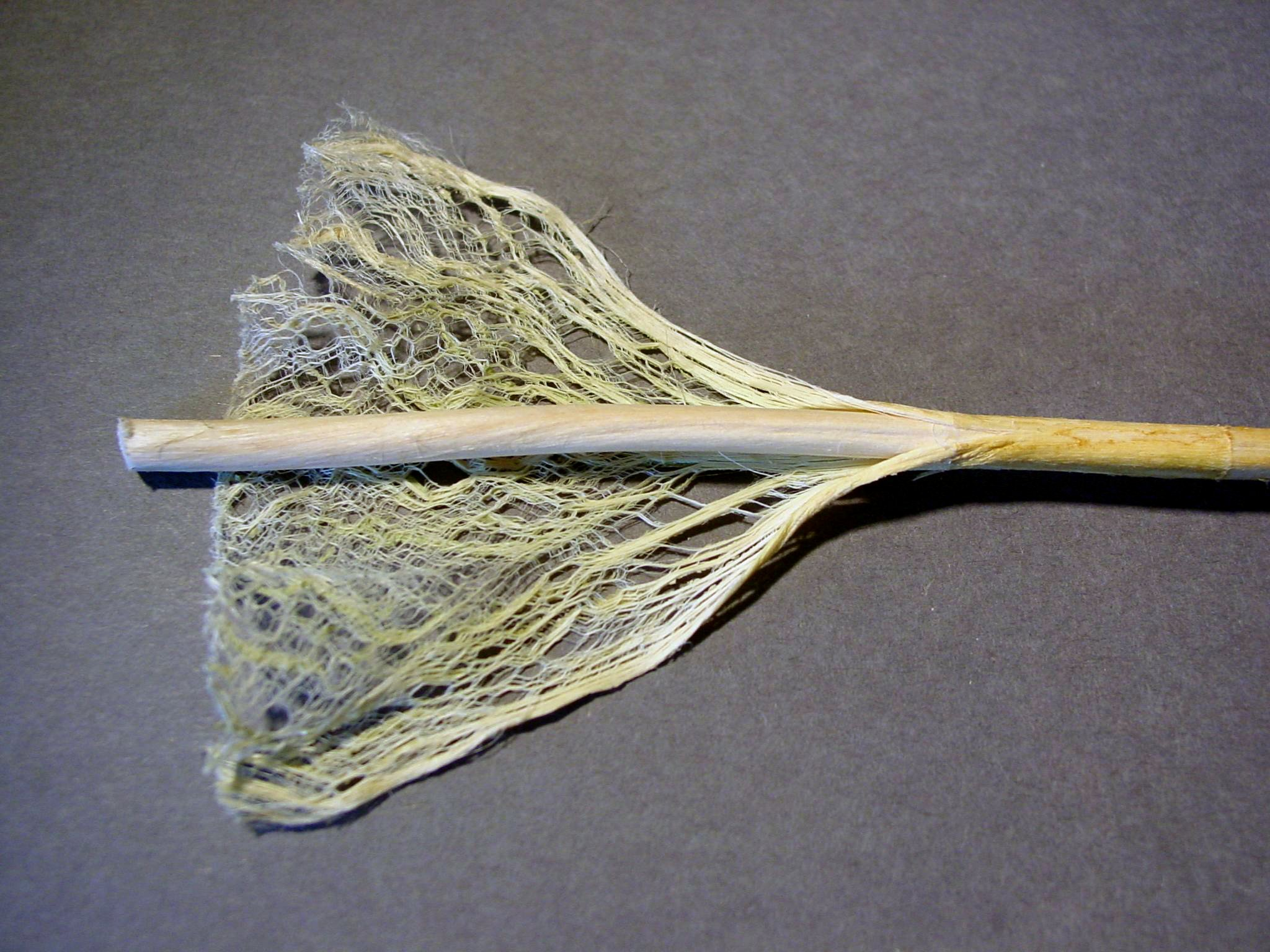
Uppskuren stam från hampa med synliga fibrer i de yttre delarna.

Växtfibrer räknas till naturfibrerna och är fibrer från växtriket. Växtfibrer är uppbyggda av cellulosa och utvinns som regel ur spånadsväxter. Vanligtvis delar man upp växtfibrerna i frö- och fruktfiber respektive stjälk och bastfiber. Till den första gruppen hör exempelvis bomull och kapok. Till den andra gruppen hör exempelvis lin, rami och hampa.
Växtfiber används bland annat till textilier. Det finns förhoppningar om att naturfiber, och kanske i synnerhet lin och hampa, i framtiden ska kunna användas som exempelvis kompositmaterial inom byggindustrin och bilindustrin. Man benämner då ofta fibrerna biofiber. 
Alla växtfiber är uppbyggda av cellulosa, och det innebär att de har liknande så kallade beständighetsegenskaper: de är känsliga för kemtvätt, solljus, tvål och syntetiska tvättmedel, blekmedel och sot. De är känsliga för syror men inte för alkalier. De har vidare varierande styvhet: exempelvis är hampa och jute relativt styva, lin och ull är mindre styva och bomull är mjukt. Styva växtfiber innehåller oftast mer lignin än mjukare växtfiber. Styva växtfiber kan också kännas "stickiga". Växtfibrerna har också varierande draghållfasthet: hampa är starkast. Bomull har bara en tredjedel av hampas draghållfasthet. Växtfibrern jute har låg draghållfasthet.